# یورک (کانادای علیا)
یورک (انگلیسی: York, Upper Canada) شهر و دومین پایتخت مستعمره کانادای علیا بود. این شهر پیشین تر از شهر قدیمی تورنتو (۱۸۳۴–۱۹۹۸) است. در سال ۱۷۹۳ توسط فرماندار جان گریوز سیمکو به عنوان یک مکان «موقت» برای پایتخت کانادای علیا تأسیس شد، در حالی که او برنامه‌هایی برای ساخت پایتخت در نزدیکی لندن، انتاریو داشت. سیمکو مکان را به نام یورک گرفته شده از شاهزاده فردریک، دوک یورک و آلبانی، دومین پسر جرج سوم، تغییر نام داد. سیمکو از برنامه خود برای ساختن پایتخت در لندن منصرف شد و یورک در ۱ فوریه ۱۷۹۶ پایتخت دائمی کانادای علیا شد.